# Полтавський ліцей з посиленою військово-фізичною підготовкою
Полтавський ліцей з посиленою військово-фізичною підготовкою — середній навчальний заклад, ліцей з посиленою військово-фізичною підготовкою у Полтаві.
Розташування: 36009, Полтавська область, м. Полтава, вул. Зінківська 44

## Історія
6 грудня 2013 року у місті Полтава створений Полтавський військовий ліцей, який розпочав свою роботу на базі колишнього Інституту зв'язку, в якому з 1 вересня 2014 року розпочнеться навчання першого набору ліцеїстів. 
Ліцей є державним загальноосвітнім навчальним закладом ІІ-ІІІ ступеня з військово-професійною спрямованістю навчання, який надає встановлену Державним стандартом базову та повну загальну середню освіту, забезпечує поглиблену допрофесійну підготовку військового спрямування, можливість здобуття первинних військових знань, умінь і навичок, необхідних для подальшого вступу у вищі навчальні заклади України. 
У своєму складі ліцей має 8, 9, 10 та 11 класи загальної середньої освіти. 
Пріоритетним завданням, що покладається на ліцей є підготовка майбутньої військової та державної еліти України, цілеспрямоване виховання юнаків, формування їх свідомості на виконання важкої, але відповідальної місії служіння Вітчизні. 
Створення нашого навчального закладу в Полтаві є символічним, оскільки саме тут 6 грудня 1840 року був відкритий Петровський Полтавський кадетський корпус, що протягом свого 80-річного існування підготував не одне покоління справжніх патріотів та захисників Вітчизни. Сподіваємось, сучасні ліцеїсти стануть гідними продовжувачами славних традицій своїх попередників.

## Керівництво
- в.о. полковник Ігор Міцюк
- заступник начальника по роботі з особовим складом підполковник Юрій Кривоніс